# Kennemerland
Kennemerland era en la Edad Media un territorio en la Frisia occidental (bajo el Imperio carolingio)  y más tarde un dominio del condado de Holanda. En la actualidad el territorio lo componen  tres  regiones administrativas de los Países  Bajos (Kennemerland septentrional, central  y meridional),  en las que se encuentra  18 municipios, cerca de la costa del mar del Note en la provincia de  Holanda Septentrional.

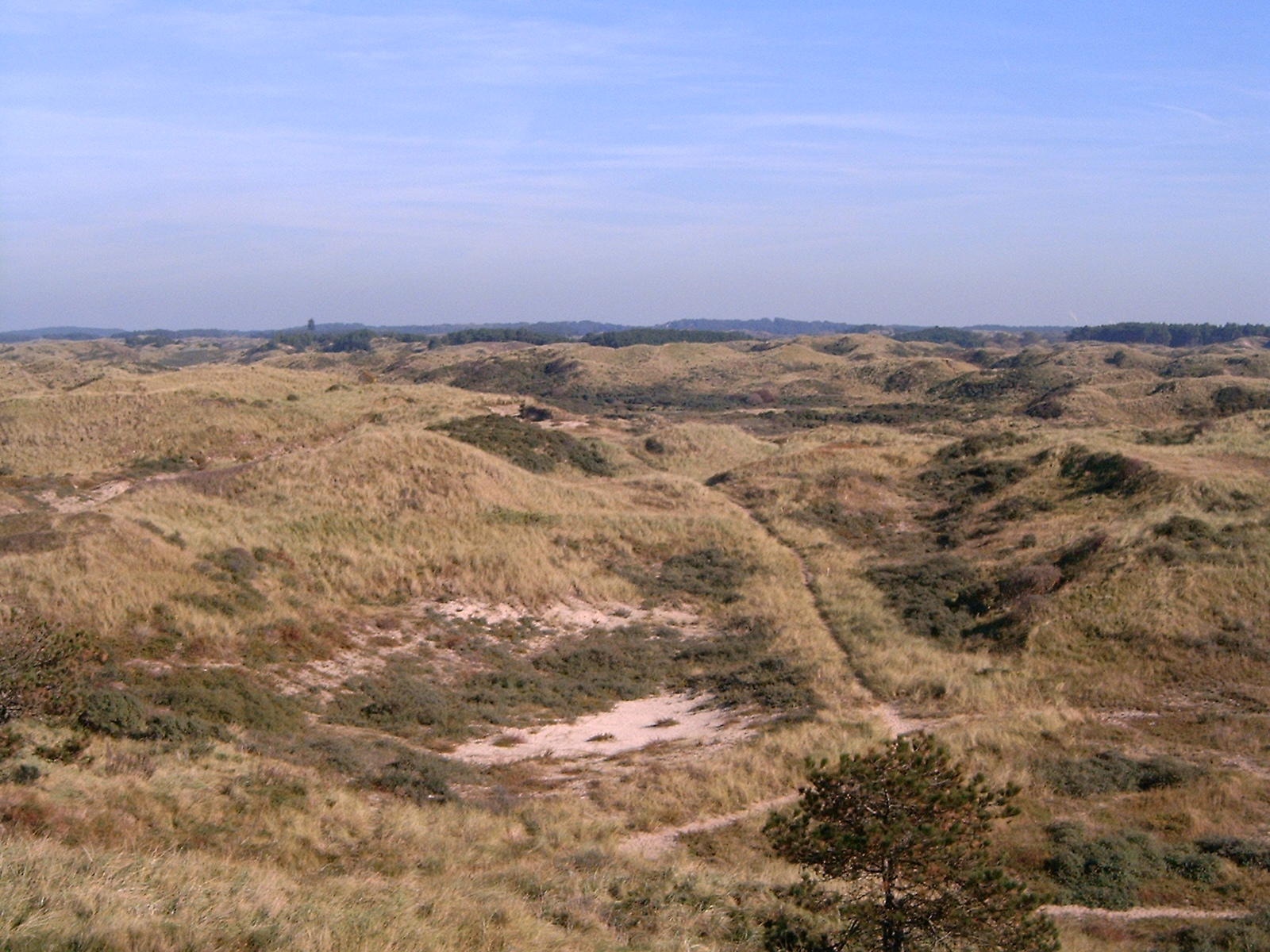
Dunas de Kennemerland meridional

## Historia
El nombre  Kennemerland  deriva  de Kennehim  o Kinnin, ahora "Kinheim", un condado costero.  Sin embargo, el origen del nombre es discutido.
Parece seguro que, en época anterior el  Kennemerland  se encontraba más al sur que en la actualidad. El límite norte ha sido fruto discusiones sobre su real situación durante la Edad Media. Algunos autores los sitúan en la desembocadura del río IJ, entre Heemskerk y Castricum. Por el contrario, otros lo fijan más al norte, incluyendo el territorio alrededor  de  Hargen y  Schoorl. El condado de Kennemerland formó parte del  reino de los Frisones.  Su capital fue Alkmaar.
En la época romana, el sur del territorio estuvo ocupado por la tribu germánica de los Cananefates, lo que también pudo ser origen de su nombre.

## Municipios de las actuales regiones administrativas
- Alkmaar (2)
- Bergen (9)
- Castricum (14)
- Graft-De Rijp (20) *
- Heerhugowaard (27)
- Heiloo (28)
- Langedijk (34) *
- Schermer (45)
- Beverwijk (10)
- Heemskerk (25)
- Uitgeest (48) *
- Bennebroek (8)
- Bloemendaal (12)
- Haarlem (21)

Municipios de Holanda Septentrional

Regiones administrativas de Holanda septentrional, el territorio de Kennemerland se destaca en verde.

- Haarlemmerliede en Spaarnwoude (22)
- Heemstede (26)
- Velsen (50)
- Zandvoort (59)

* Los municipios de Graft-De Rijp, Langedijk, Heerhugowaard, Schermer  y  Uitgeest  pertenecen a las actuales regiones administrativas; pero no formaron parte del territorio histórico de Kennemerland. En principio estos municipios debían haber sido reagrupados en una región administrativa  denominada  Oeste de Frisia Occidental  (West-Friesland-West).  No obstante, la provincia  de  Holanda Septentrional decidió que fueran reagrupados  con los municipios consteros y el conjunto pasó a llamarse Kennemerland septentrional.

## Naturaleza
En Kennemerland se encuentra  el Parque nacional de Kennemerland del Sur conocido por su paisaje de dunas en el que  se han formado pequeños lagos; pero sobre todo, la gran diversidad de flora y fauna  sorprende y encanta a los amantes de la naturaleza.